# Сейфуллаев, Исмаил Сейфуллаевич
Исмаи́л Сейфулла́евич Сейфулла́ев (крымскотат. İsmail Seyfulla oğlu Seyfullayev, Исмаил Сейфулла огълу Сейфуллаев; 1912, Янджо — 13 мая 2000, Одесса) — председатель Совета народных комиссаров Крымской АССР (1942—1944).

## Биография
Родился в селе Янджо под Бахчисараем в 1912 году.
В 1931 году окончил фабрично-заводскую школу в Бахчисарае.
В 1931—1933 гг. — на комсомольской работе в Бахчисарае, Балаклаве, Карасубазарe.
В 1935—1937 гг. проходил срочную службу в РККА на Дальнем Востоке.
В 1937—1938 гг. — редактор районной газеты в Карасубазаре, затем главный редактор газеты «Къызыл Къырым».
В 1938—1940 гг. — секретарь Крымского обкома ВКП(б).
В 1941 году учился в Академии пищевой промышленности, затем в Институте народного хозяйства им. Плеханова.
В 1941—1942 гг. — в Красной Армии, батальонный комиссар.
Вскоре после начала Великой Отечественной войны ценные партийные работники и всё руководство Крымской АССР перевозятся на Кавказ.
5 апреля 1942 года назначается Председателем Совета народных комиссаров Крымской АССР.
Являлся организатором снабжения партизанского движения в Крыму продовольствием, боеприпасами, зимним обмундированием, техническими средствами. В апреле 1943 года вместе с Булатовым и Менбариевым докладывал Сталину, что в Крыму расширяется партизанское движение, однако в связи с изолированностью полуострова снабжение затруднено.
Несмотря на то, что не являлся партизаном, был назначен батальонным комиссаром и представлен к медали «Партизану Отечественной войны» I степени в связи с тем, что был «ответственным за организацию снабжения партизан продовольствием, обмундированием и боеприпасами, проявлял большую инициативу в этом деле, в исключительно трудных условиях при отсутствии специально закрепленных самолетов добился ряда положительных результатов, только в 1943 году было заброшено партизанам пятьдесят тонн продовольствия и боеприпасов».
Вскоре после освобождения Симферополя в апреле 1944 года возвращается в Крым.
17 мая 1944 года в 5 часов вечера в кабинет первого секретаря Крымского обкома партии были вызваны Сейфуллаев и Менбариев, где им было зачитано секретное Постановление ГКО СССР от 11 мая 1944 года № 5859сс о выселении всех крымских татар из Крыма. Б. З. Кобулов потребовал, чтобы руководство республики и партактив показали пример дисциплины при депортации.
На следующий день, 18 мая 1944 года Председатель Совета народных комиссаров Крымской АССР И. С. Сейфуллаев был депортирован из Крыма, как и все крымские татары. Его должность занял А. Ф. Кабанов, работавший заместителем наркома Совнархоза СССР.
С 1975 года на пенсии. Умер в Одессе в 2000 году.